# Dlhá
Dlhá é um município da Eslováquia, situado no distrito de Trnava, na região de Trnava. Tem 37,6 km² de área e sua população em 2019 foi estimada em 444 habitantes.

## Demografia
| Ano:        | 1994 | 2004   | 2014    | 2024   |
| ----------- | ---- | ------ | ------- | ------ |
| Broj ljudi: | 397  | 368    | 444     | 420    |
| Razlika:    |      | -7,30% | +20,65% | -5,40% |

| Ano:               | 2023 | 2024   |
| ------------------ | ---- | ------ |
| Número de pessoas: | 428  | 420    |
| Diferença:         |      | -1,86% |